# Thanas Jorgji
Thanas Jorgji właśc. Thanas Pilafas (ur. 31 stycznia 1955 w Bilishcie) – albański pisarz pochodzenia grecko-macedońskiego.

## Życiorys
Urodził się w rodzinie o korzeniach grecko-macedońskich, mieszkającej od pokoleń w południowej Albanii. Ukończył studia z zakresu języka i literatury albańskiej na Uniwersytecie w Tiranie. Po studiach pracował w czasopiśmie literackim Nëndori, jako redaktor, na łamach tego pisma publikował swoje pierwsze utwory. W 1991 uciekł z Albanii i przedostał się nielegalnie do Bari, skąd został deportowany do kraju.
W 1991 działał aktywnie na rzecz mniejszości greckiej w Albanii, za co został pobity. W 1991 wyjechał do Niemiec, gdzie starał się o azyl, jako osoba prześladowana politycznie, ale go nie uzyskał. W 1997 legalnie wyjechał do Niemiec, dzięki stypendium władz Górnej Bawarii i zamieszkał w Monachium. 

## Twórczość
Thanas Gjorgji pisze powieści i opowiadania w języku albańskim, a także opowiadania dla dzieci. Większość jego dzieł zawiera wątki autobiograficzne, nawiązujące do młodości spędzonej w Albanii i doświadczenia migracji. Dwukrotnie został uhonorowany nagrodą Srebrnego Pióra (Penda e Argjendtë), najbardziej prestiżową albańską nagrodą literacką. Pierwszy raz w 2005 wyróżniono powieść Peshkatarë si ne, a w 2012 został uhonorowany za cykl opowiadań dla dzieci i młodzieży Unë jam Kronosi – mbreti i kohës.

### Dzieła
- 1997: Endrrat treten në mëngjes (powieść)
- 1999: Ëndrra të mëdha
- 2000: E bukura e panjohur
- 2001: E përmalluara Dede
- 2002: Durimi dhe zemërimi i një qytetari të urte
- 2004: Gjahtarë si ne!
- 2005: Ditari i bersalierit të vrarë
- 2005: Nëse jeta është kaq e shkurtër
- 2005: Peshkatarë si ne
- 2009: Tre muaj plot me të diela
- 2010: Vizitori i çuditshëm
- 2012: Unë jam Kronosi – mbreti i kohës
- 2015: Ai që s'u ndreq kurrë: rekuiem për një vëlla të përçmuar
- Ditë vere (powieść)